# Liste der Bischöfe von Brandenburg

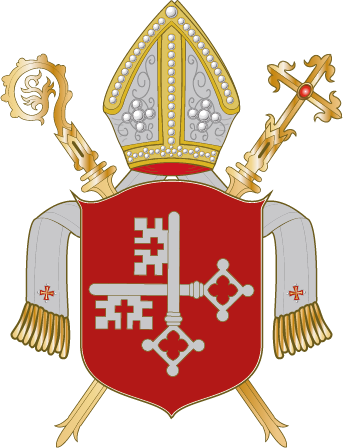
Wappen des ehem. Bistums Brandenburg

In der Liste der Bischöfe von Brandenburg werden alle Bischöfe des Bistums Brandenburg verzeichnet.

## Geschichte
Der erste Bischof Thietmar wurde mit der Gründung des Bistums 948 eingesetzt. Über die Herkunft und das Wirken der Bischöfe gibt es in den ersten zwei Jahrhunderten kaum Informationen. 983 musste der Sitz in der Burg Brandenburg nach dem Slawenaufstand aufgegeben werden, die Bischöfe lebten über 150 Jahre lang im Exil und hatten keinen Zugang zum Bistumsgebiet.
Bischof Wigger konnte nach 1138 in Leitzkau erstmals wieder im Bistum östlich der Elbe residieren, Bischof Wilmar verlegte den Sitz 1161 wieder an den Dom in Brandenburg.
Die Bischöfe mussten sich seitdem immer mit dem Bestreben der brandenburgischen Markgrafen auseinandersetzen, sie zu landsässigen Untertanen zu machen und ihren reichsunmittelbaren Status als Reichsfürsten aufzugeben.
1447 gelang es Kurfürst Friedrich II., von Papst Nikolaus V. das Nominationsrecht für die Bischofswahl zugesprochen zu bekommen, seitdem konnten die Kurfürsten den neuen Bischof vorschlagen.
Bischof Matthias von Jagow nahm 1541 für das Bistum die Reformation an und leitete es als evangelischer Bischof.

## Strukturen
Über die Herkunft der ersten Bischöfe und ihre Einsetzung gibt es keine Nachrichten. Seit 1138 waren sie Prämonstratenser und wurden vom Domkapitel gewählt, meist vom Papst bestätigt und dann vom Erzbischof von Magdeburg oder einem anderen Bischof geweiht. Seit 1507 mussten sie keinem Orden mehr angehören.
Die meisten Bischöfe waren adeliger Herkunft, Siegfried I. sogar aus der Familie der askanischen Markgrafen. Stephan Bodecker und Hieronymus Schulz waren sicher nicht adliger Herkunft, bei einigen weiteren scheint es möglich.
Die Bischöfe von Brandenburg herrschten als Fürstbischöfe über ein weltliches Territorium, das Hochstift Brandenburg, dessen Gebiet kleiner deutlich war als das Bistum Brandenburg. Sie waren somit Reichsfürsten.

## Liste
| Name                    | von            | bis            | Bemerkungen                                                                 |
| ----------------------- | -------------- | -------------- | --------------------------------------------------------------------------- |
| Thietmar                | 948            | 968            | erster Bischof von Brandenburg                                              |
| Dodilo                  | 968            | 980            |                                                                             |
| Volkmar I.              | 980            | 992            | seit 983 im Exil                                                            |
| Wigo                    | 992            | 1018           | im Exil                                                                     |
| Ezilo                   | 1018           | 1022           | im Exil, wurde nicht bestätigt                                              |
| Luizo                   | 1022           | 1032           | im Exil                                                                     |
| Rudolf ?                | um 1032        | 1048           |                                                                             |
| Dankward                | vor 1049       | 1063           | im Exil, auch Dankwart                                                      |
| Volkward                | 1063           | 1068           | im Exil                                                                     |
| Thiedo                  | 1068           | nach 1085      | im Exil, auch Thido, Theodor, Thietgrim                                     |
| Volkmar II.             | 1085           | 1102           | im Exil                                                                     |
| Hartbert                | 1102           | 1122 oder 1123 | im Exil                                                                     |
| Ludolf                  | 1123 oder 1124 | 1137           | im Exil                                                                     |
| Lambert                 | 1137           | 1138           | im Exil, auch Landbert                                                      |
| Wigger                  | 1138           | 1159           | ging nach Leitzkau, Prämonstratenser                                        |
| Wilmar                  | 1160           | 1173           | verlegte 1165 Bischofssitz wieder an den Dom, Prämonstratenser,             |
| Siegfried I.            | 1173           | 1179           | Sohn von Markgraf Albrecht dem Bären, später Erzbischof von Bremen, † 1184  |
| Baldram                 | 1179 oder 1180 | 1190           | Prämonstratenser                                                            |
| Alexius                 | 1190           | 1192           | Prämonstratenser                                                            |
| Norbert                 | 1192           | 1205           | Prämonstratenser                                                            |
| Balduin                 | 1205           | 1216           | Prämonstratenser, auch Baldwin                                              |
| Siegfried II.           | 1216           | 1220           | Prämonstratenser                                                            |
| Ludolf von Schwanebeck  | 1221           | 1222           | wurde nicht bestätigt                                                       |
| Wichmann von Arnstein   | 1221           | 1222           | zum Gegenbischof vom Leitzkauer Kapitel gewählt, ebenfalls nicht bestätigt  |
| Gernand                 | 1222           | 1241           | Prämonstratenser                                                            |
| Rutger                  | 1241           | 1251           | Prämonstratenser                                                            |
| Otto                    | 1251           | 1260 oder 1261 | Prämonstratenser                                                            |
| Albert von Arnstein     | 1261           | 1263           | Kandidat aus Leitzkau, wurde nicht bestätigt, trat von der Wahl 1263 zurück |
| Heinrich I.             | 1261           | 1278           |                                                                             |
| Gebhard                 | 1278           | 1287           |                                                                             |
| Heidenreich             | 1287           | 1291           |                                                                             |
| Richard                 |                |                | nahm die Wahl nicht an                                                      |
| Dietrich                | 1291           | 1296           | wurde nicht bestätigt                                                       |
| Volrad                  | 1296           | 1302           |                                                                             |
| Friedrich               | 1303           | 1316           |                                                                             |
| Johannes I.             | 1316           | 1324           |                                                                             |
| Heinrich von Barby      | 1324           | 1327           | wurde nicht durch den Papst bestätigt                                       |
| Ludwig                  | 1327           | 1347           | auch Ludwig von Neuendorf                                                   |
| Dietrich I.             | 1347           | 1365           |                                                                             |
| Dietrich II.            | 1366           | 1393           |                                                                             |
| Heinrich II.            | 1393           | 1406           | auch Heinrich von Bodendleck                                                |
| Henning                 | 1406           | 1414           |                                                                             |
| Friedrich von Grafeneck | 1414           | 1414           | providierter Bischof aus Augsburg                                           |
| Nikolaus von Burgsdorff | 1415           | 1417           | Elekt                                                                       |
| Johannes II.            | 1415           | 1420           | danach Bischof von Lebus, † 1423                                            |
| Stephan                 | 1421           | 1459           |                                                                             |
| Dietrich III.           | 1459           | 1472           |                                                                             |
| Arnold                  | 1472           | 1485           |                                                                             |
| Joachim I.              | 1485           | 1507           |                                                                             |
| Hieronymus              | 1507           | 1520           | danach Bischof von Havelberg, † 1522                                        |
| Dietrich IV.            | 1520           | 1526           |                                                                             |
| Evangelische Bischöfe   |                |                |                                                                             |
| Matthias                | 1526           | 1544           |                                                                             |
| Sedisvakanz             | 1544           | 1545           |                                                                             |
| Joachim II.             | 1545           | 1560           |                                                                             |
| Johann Georg            | 1560           | 1569 oder 1571 | Kurprinz von Brandenburg (Verweser)                                         |
| Joachim Friedrich       | 1569 oder 1571 | 1569 oder 1571 | Kurprinz und Kurfürst von Brandenburg                                       |

Nach der Säkularisation mit dem Kurfürstentum Brandenburg vereinigt.